# Fox Broadcasting Company
Fox Broadcasting Company, běžně zkracovaná jako Fox, je americká televizní síť, která je součást skupiny Fox Corporation mediálního magnáta Ruperta Murdocha. Stanice byla založena v roce 1986 jako čtvrtá celoplošná a volně dostupná televize, čímž doplnila „velkou trojku“ tradičních amerických televizí (ABC, CBS, NBC).
Některou ze stanic sítě může přijímat až 96,18 % obyvatel Spojených států. Od září 2004 stanice vysílá i v HDTV kvalitě.
Zpravodajství Fox News je známé silnou podporou republikánů, kterou se odlišuje od většiny ostatních amerických masmédií, která podporují demokraty.

## Aktuální program

### Animované seriály
- Simpsonovi (1989–dosud)
- Griffinovi (1999–2002, 2005–dosud)
- Bobovy burgery (2011–dosud)
- Bless the Harts (2019–dosud)
- Duncanville (2020–dosud)

### Ocenění
- Teen Choice Awards (2000–dosud)
- Miss Universe (2015–dosud)
- Miss USA (2016–dosud)
- iHeartRadio Music Awards (2019–dosud)

### Drama
- Empire (2015–dosud)
- Záchranáři L. A. (2018–dosud)
- Doktoři (2018–dosud)[2]
- Prodigal Son (2019–dosud)
- Almost Family (2019–dosud)
- Deputy (2020–dosud)
- V plamenech (2020–dosud)

### Komedie
- Poslední chlap (2018–dosud, přesunuto ze stanice ABC)
- Outmatched (2020)

### Zpravodajství
- Fox News Sunday (1996–dosud)

### Reality-show
- Umíte tančit? (2005–dosud)
- Pekelná kuchyně (2005–dosud)
- Masterchef (2010–dosud)
- Masterchef Junior (2013–dosud)
- Beat Shazam (2017–dosud)
- Gordon Ramsay's 24 Hours to Hell and Back (2018–dosud)
- The Masked Singer (2019–dosud)
- Mentel Samurai (2019–dosud)
- First Responders Live (2019–dosud)
- Spin the Wheel (2019–dosud)
- What Just Happened??! with Fred Savage (2019–dosud)
- Flirty Dancing (2019–dosud)
- LEGO Masters (2020–dosud)

## Nadcházející programy

### Animované seriály
- The Great North (N/A)
- Housebroken (N/A)

### Drama
- Filthy Rich (jaro 2020)
- NeXT (jaro 2020)

### Komedie
- Carla (podzim 2020)

### Reality show
- Ultimate Tag (2020)
- The Masked Dancer (N/A)
- Big Bounce Battle (N/A)
- nepojmenovaná talk show Neala Brenanna (N/A)

## Minulé programy
- 24 hodin (2001-10, 2014)
- 24 Hodin: Nezastavitelný (2017)
- Akta X (1993–2002, 2016–2018)
- Ally McBealová (1997-2002)
- Anatomie lži (2009-2011)
- American Idol (2002-2016)
- Barva moci (2017)
- Beverly Hills 90210 (1990-2000)
- BH90210 (2019)
- Cesta do neznáma (1995-1998)
- Doteky osudu (2012-2013)
- Dr. House (2004-2012)
- Drive (2007)
- Dům loutek (2009-2010)
- Exorcista (2016–2017)
- Firefly (2002)
- Futurama (1999-2003)
- Hranice nemožného (2008-2013)
- Glee (2009-2015)
- Gotham (2014–2019)
- LA to Vegas (2018)
- Lebkouni (1989–1990)
- Lidský terč (2010-2011)
- Lucifer (2016–2018)
- Making History (2017)
- Městečko Pines (2015-2017)
- Melrose Place (1992-1999)
- Milénium (1996-1999)
- Nová holka (2011-2017)
- North Shore (2004-2005)
- O.C. (2003-2007)
- Ospalá díra (2013-2017)
- Point Pleasant (2005)
- Poslední chlap na Zemi (2015–2018)
- Proven Innocent (2019)
- Red Band Society (2014-15)
- Rosewood (2015-2017)
- Sběratelé kostí (2005-2017)
- Scream Queens (2015-2016)
- Smrtonosná zbraň (2016–2019)
- Son of Zorn (2016-2017)
- Star (2016–2019)
- Stoupenci zla (2013-2015)
- Terminátor: Příběh Sáry Connorové (2008-09)
- Terra Nova (2011)
- The Passage (2019)
- The Orville (2017–2019)[3]
- Útěk z vězení (2005-2009, 2017)
- Věřte nevěřte (1997–2002)
- Volání mrtvých (2003-2005)
- Vysněná meta (2016)
- Weird Loners (2015)
- Wonderfalls (2004)
- X-Factor (2011-2013)
- X-Men: Nová generace (2017–2019)[4]
- Zlatá sedmdesátá (1998-2006)